# Quapaw
Quapaw, Quapawowie (alg. Arkansea) – plemię Indian północnoamerykańskich, używające języka z grupy siouańskich. Obecnie żyje ich około 3240.

## Lokalizacja
Quapawowie od XVII wieku mieszkali na terenach po zachodniej stronie rzeki Missisipi, na terenach dzisiejszego stanu Arkansas, nazwanego tak dla ich upamiętnienia. Po ich przeniesieniu, od 1834 mieszkali na terenie współczesnej Oklahomy.